# Xonotic
Xonotic (произносится как ксо-нотик или зо-нотик) — свободная компьютерная игра в жанре трёхмерного шутера с видом от первого лица, ориентированного на многопользовательскую игру; является форком (ответвлением) от Nexuiz и распространяется по принципам открытого программного обеспечения под лицензией GNU GPL. Разработка ведётся командой независимых разработчиков, а также сообществом игроков. Днём рождения проекта считается 7 марта 2010 года. Первая версия (0.1) была размещена в свободном доступе 23 декабря 2010 года.

## История разработки
Летом 2001 года началась разработка компьютерной игры Nexuiz, которая первоначально развивалась в качестве модификации для Quake, однако затем была перенесена на самостоятельную основу, используя в качестве технологической базы игровой движок DarkPlaces и распространяясь под свободной лицензией. Инициатором разработки стал Ли Вермулен (англ. Lee Vermeulen). На протяжении нескольких лет игра активно развивалась командой разработчиков и сообществом игроков.
В начале марта 2010 года компания IllFonic, специализирующаяся на разработке компьютерных игр, приобрела у инициатора разработки Nexuiz, Ли Вермулена, права на использование марки, доменного имени и наработок, осуществлённых разработчиками проекта, с целью портирования игры на консоли PlayStation 3 и Xbox 360. Также компанией IllFonic была заключена договорённость об использовании движка DarkPlaces, автором которого является Форест «LordHavoc» Хейл (англ. Forest «LordHavoc» Hale).
Согласно ряду сведений, сделка на использование наработок оригинального Nexuiz в консольной версии была заключена без оповещения других разработчиков, а компания IllFonic отказалась делиться своими наработками с сообществом создателей оригинального Nexuiz, когда теми производились попытки найти консенсус.
Позднее стало известно, что компанией IllFonic было принято решение отказаться от всех наработок оригинального Nexuiz, включая игровой движок. Таким образом, консольные версии и оригинальная PC-версия являются отдельными играми и будут развиваться параллельно. Версия Nexuiz для консолей использует движок CryEngine 3 разработки Crytek.
Часть разработчиков Nexuiz, недовольных сложившейся ситуацией, основали отдельную команду, начав разработку Xonotic — форка Nexuiz.
В первой версии (0.1), которая вышла 23 декабря 2010 года, были переработаны некоторые аспекты оригинального Nexuiz: создано новое оформление для меню, переписан код управления оружием, созданы новые модели игроков и анимация, новые локации (старые карты также были переработаны). В качестве дальнейших перспектив разработчики отметили необходимость создать более определённую визуальную стилистику, более развитый искусственный интеллект, а также очистить игру от низкокачественного контента предыдущих версий. На логотипе Xonotic изображён феникс, что символизирует возрождение. Кольцо по центру, похожее на логотип Quake, является данью уважения этой игре.
8 сентября 2011 года вышла версия 0.5, являющаяся второй публичной версией игры. Появилась поддержка языковых локализаций: версия 0.5 вышла, комплектуясь переводом на немецкий, испанский, французский, итальянский, венгерский, нидерландский, португальский, румынский, русский и финский языки. Перевод выполнялся сообществом игроков из соответствующих стран. Также было добавлено пять новых локаций, на которых могут вестись многопользовательские сражения; появилась поддержка транспортных средств, был оптимизирован баланс и исправлено множество технических недоработок.
8 марта 2012 года вышла версия 0.6, приуроченная ко второму дню рождения проекта. Добавлена поддержка Client-side QuakeC (CSQC) при игре по сети. В связи с этим нововведением обработка анимации моделей и уровень их детализации переносится на сторону клиента, что позволило улучшить производительность при игре по сети без каких-либо потерь в качестве. CSQC позволяет вести более гибкую разработку и улучшенное тестирование, так как при запуске на сервере более новой версии CSQC клиентская сторона динамически получает все необходимые изменения.
Интегрирована онлайн база данных статистики «XonStats», позволяющая сохранять различные данные для дальнейшего просмотра онлайн. При первом запуске игры будет задан вопрос о том, какие данные могут быть опубликованы открыто. В новой версии используется sRGB-рендеринг по умолчанию, что позволяет «отрисовывать» более реалистичные тени и освещение: углы стали не такими темными, как раньше, а освещение менее ярким.
В версии 0.6 также были добавлены четыре новые карты: Lightspeed, Solarium, Drain, Darkzone, и новые модели оружия: Laser и Minstanex. Был переработан интерфейс меню, а также добавлены украинский и греческий языки переводов, обновлены испанский, французский, немецкий, венгерский переводы. Новый развлекательный тип игры Sandbox позволил создавать сцены с использованием моделей игроков, а затем делиться ими с друзьями. На момент выхода Sandbox имеет некоторые ограничения, ожидаются улучшения в будущих версиях игры. 
Новые карты, в частности, Atelier, а также другие правки, появились в версии 0.8.1 (август 2015).

## Игровой процесс

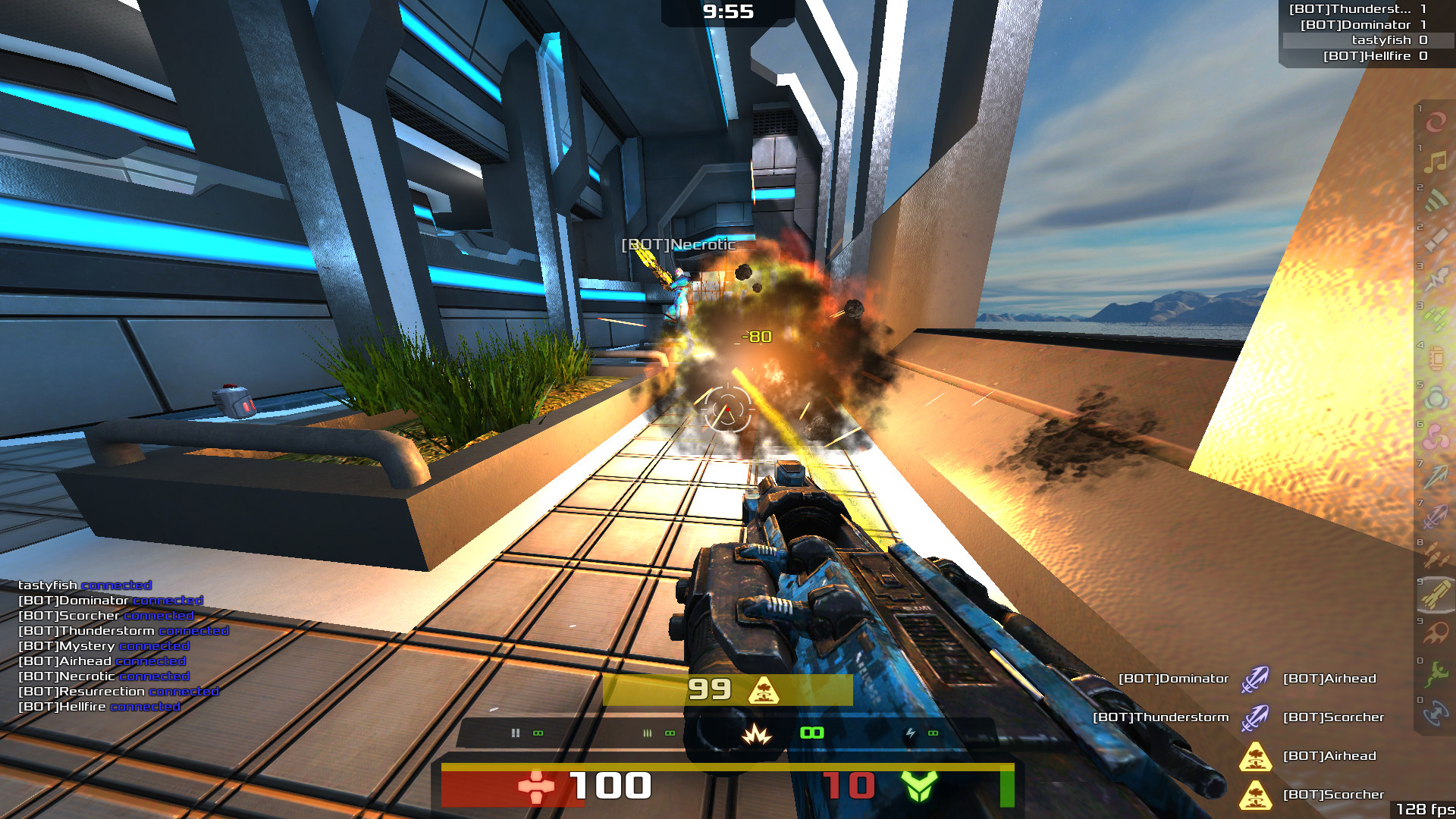
Игровой процесс Xonotic. На скриншоте представлен момент попадания ракетой по ИИ-противнику

Геймплей Xonotic достаточно типичен для других трёхмерных шутеров с видом от первого лица, в частности, для игр, построенных на движках серии id Tech, включая оригинальный Nexuiz, Quake III Arena, OpenArena или Warsow. Управление движениями персонажа ведётся при помощи клавиатуры и мыши. Предусмотрен однопользовательский и многопользовательский режимы игры.
Последний предполагает игру с реальными противниками, в то время как однопользовательская игра в Xonotic, как и в Nexuiz, построена по принципу имитации многопользовательского сражения, только вместо реальных противников в качестве врагов выступают боты, управляемые искусственным интеллектом. Каждое сражение являет собой отдельный уровень, представляющий собой одну локацию большого или среднего размера, часто — открытую, на которой и ведётся игра. По мере прохождения уровней игроку открываются новые локации и противники; на каждой локации могут быть различные виды оружия.

## Игровой движок
Xonotic, подобно предшествующей игре, Nexuiz, базируется на свободном игровом движке DarkPlaces, создателем которого является Форест Хейл, влившийся затем в первоначальную команду авторов Nexuiz. Данный движок, будучи сделанным на основе Quake engine 1996 года, активно дорабатывался и совершенствовался на протяжении нескольких лет. Движком осуществляется поддержка текстур высокого разрешения, нескольких техник рельефного текстурирования, динамических теней и освещения, а также различных эффектов пост-обработки, в числе которых High Dynamic Range Rendering и bloom.
В официальном FAQ игры на вопрос, будут ли разработчики Xonotic при необходимости создавать форк DarkPlaces, дан ответ, что, в случае создания командой Xonotic каких-либо улучшений для движка, они будут предоставлены автору технологии; в случае «неприменимых» к DarkPlaces изменений авторы рассчитывают вернуться к рассмотрению вопроса.